# پادشاهی بوسنی
پادشاهی بوسنی (صربی‌کرواتی: Kraljevina Bosna / Краљевина Босна) یک پادشاهی قرون وسطایی بود که از سال ۱۳۷۷ تا ۱۴۶۳ دوام داشت و بر شالودهٔ بانات بوسنی (۱۱۵۴–۱۳۷۷) تکامل یافته بود.
اگرچه پادشاهان مجارستان در این مدت بوسنی را تحت حاکمیت خود می‌دیدند، اما حاکمان بوسنی عمدتاً در دیپلماسی، اداره سامانه قضایی، ادارهٔ شهرها و املاک، ضرب سکه، بهره‌برداری از منابع طبیعی و ایجاد توافق‌نامه‌های تجاری با سایر کشورها و شهرهای مستقل، به‌طور مستقل عمل می‌کردند. 
پادشاه تورتکو یکم (حدود ۱۳۵۳–۹۱) بخش‌هایی از غرب صربستان و بیشتر سواحل آدریاتیک را در جنوب رودخانه نرتوا فتح کرد. در اواخر دوره سلطنت وی، بوسنی مدت کوتاهی به یکی از قوی‌ترین ایالت‌های شبه جزیره بالکان تبدیل شد. با این حال، تجزیهٔ فئودال‌ها در بوسنی جریان یافته و پس از مرگ وی این کشور اهمیت خود را از دست داد. اشراف بوسنی دارای قدرت قابل توجهی بودند، جلساتی را در محلی موسوم به استاناک برگزار می‌کردند که در آن اعضا در مورد مسائلی مانند انتخاب پادشاه یا ملکه جدید و تاجگذاری، سیاست خارجی، فروش یا واگذاری قلمروها، قراردادها و امضای معاهدات با کشورهای همسایه و مسائل نظامی مشورت می‌کردند.
امپراتوری عثمانی مناطقی از شرق بوسنی را در دهه‌های ۱۴۴۰ و ۱۴۵۰ ضمیمه کرد و برای تسخیر هرزگوین حملات ادامه یافت و آخرین قلعه در سال ۱۴۸۱ سقوط کرد. استفان توماشویچ، آخرین پادشاه بوسنی، توسط عثمانی دستگیر شد و در سال ۱۴۶۳ کشته شد.
اکثریت قریب به اتفاق مردم روستایی بودند و تعداد کمی از مراکز شهری در بوسنی وجود داشت. در میان شهرهای آن دوبوی، ججک، سربرنیک، سربرنیتسا، تشانج و پودویسوکی بزرگ‌ترین مراکز جمعیتی بودند. استخراج معادن، به ویژه برای نقره، منبع اصلی درآمد پادشاهان بوسنی بود.